# Gorno Osenowo
Gorno Osenowo (bułg. Горно Осеново) – wieś podlegająca administracyjnie pod obszar wsi Dołno Osenowo w południowo-zachodniej Bułgarii, w obwodzie Błagojewgrad, w gminie Simitli. Według danych Narodowego Instytutu Statystycznego, 31 grudnia 2011 roku wieś liczyła 14 mieszkańców.